# حشيشة المبارك الجليدية
حشيشة المبارك الجليدية (الاسم العلمي:Geum glaciale) هي نوع من النباتات تتبع جنس حشيشة المبارك من الفصيلة الوردية.